# Le Marchand de sable qui passe
Le Marchand de sable qui passe, op. 13, est une musique de scène composée par Albert Roussel en 1908 pour quatuor à cordes, harpe, hautbois, cor, flûte et clarinette.

## Histoire
Elle a été écrite deux ans après sa Première Symphonie et est contemporaine de sa Première Sonate pour violon et piano ainsi que de son mariage avec Blanche Preisach. Elle est la mise en musique d'un conte en vers écrit par George Jean-Aubry, poète avec qui Roussel avait déjà travaillé (notamment pour la mélodie Flammes, op. 10).
La première en a été donnée le 16 décembre 1908 sous la direction du compositeur.

## Mouvements
La suite d'orchestre, dont l’exécution demande un peu plus d'un quart d'heure, comporte quatre parties :
- Prélude
- Scène 2
- Interlude et scène 4
- Scène finale

## Discographie
- L'Orchestre national de la Radiodiffusion Française dirigé par René Leibowitz, INA (1953)
- Le Czech Nonet et des solistes invités, Praga (1995)
- L'Orchestre national d'Île-de-France dirigé par Jacques Mercier, Adès (1995)
- L'Orchestre national royal d'Écosse dirigé par Stéphane Denève, enregistrement Naxos (2009)
- Ensemble Musical de Paris dirigé par Michel Martin un disque Cybelia CY 837